# 선진1급정비공업
선진1급정비공업(先進1級整備工業)은 선진그룹 계열의 차량 정비 업체이다.
본사는 경기도 포천시 일동면 화동로 790에 있다. 주로 선진네트웍스 계열의 버스 정비 및 일반차량 정비를 하고 있다.

## 주요 연혁
- 2005년 12월 7일: 경기도 포천시 일동면 유동리에서 자본금 100,000,000원으로 설립.
- 2007년 10월 25일: 김원태 대표이사 취임.
- 2009년 2월 12일: 현 강대견 대표이사 취임.

## 본점 및 지점 현황
- 본점: 경기도 포천시 일동면 화동로 790